# Inocybe geophylla
Inocybe geophylla (Bull.) P. Kumm. è un fungo appartenente alla famiglia Inocybaceae.

Ne esiste una varietà dalla colorazione lilla pallido, Inocybe geophylla var. lilacina.

## Distribuzione e habitat
È una specie micorrizica comune nelle foreste di conifere di Nord America (soprattutto sotto Pseudotsuga menziesii) e Europa.

## Descrizione
Il cappello è convesso con umbone negli adulti e conico negli esemplari più giovani. L'umbone ha di solito una colorazione tendente al giallo pallido, mentre il resto del corpo fruttifero è sempre biancastro; la colorazione rende questa specie facilmente distinguibile dalle altre specie di Inocybe. Le lamelle sono annesse, le spore marroni. Inocybe geophylla var. lilacina può essere confusa con alcune specie di Cortinarius.

## Commestibilità
È velenoso. Come altre specie del genere Inocybe contiene muscarina.